# مرحلة المجموعات في دوري أبطال إفريقيا 2011
مباريات دوري أبطال أفريقيا 2011 دور المجموعات لعبت ما بين شهري يوليو وسبتمبر 2011. أيام المباريات هي: 15–17 يوليو، 29–31 يوليو، 12–14 أغسطس، 26–28 أغسطس، 9–11 سبتمبر، و 16–18 سبتمبر.
دور المجموعات تتكون على الفرق الثمانية الفائزة من الدور الثاني. سيتم توزيعهم على مجموعتين من أربعة فرق، حيث سيلعب نظام الدوري الكامل ذهابا-و-إيابا. الفريقين الأفضل في كل مجموعة سوف يتأهلون إلى الدور نصف النهائي.

## التصنيف
قرعة المجموعتين أجريت يوم 15 مايو 2011، في مقر الاتحاد الأفريقي لكرة القدم في القاهرة.
نظام قرعة دور المجموعات أعلن يوم 12 مايو. الفرق الثمانية مصنفة إلى أربع فئات، حيث ستتكون كل مجموعة من فريق من كل وعاء.
| وعاء 1                            | وعاء 2                                         | وعاء 3                                    | وعاء 4                                           |
| --------------------------------- | ---------------------------------------------- | ----------------------------------------- | ------------------------------------------------ |
| الأهلي (43 نقطة) الهلال (31 نقطة) | الترجي الرياضي (24 نقطة) كوتون سبورت (12 نقطة) | إنيمبا (11 نقطة) مولودية الجزائر (0 نقاط) | الرجاء الرياضي (0 نقطة) الوداد الرياضي† (0 نقاط) |

ملاحظات:
- نتيجة تصنيف الفرق هو من قبل فريقهم الفردي 2006–2010 تصنيف 5-سنوات الكاف، نفس التنصيف أستخدم لتصنيف الفرق في جولات التصفيات.
- † فائز الملحق بسبب استبعاد تي. بي. مازيمبي

## المجموعات
ترتيب كسر التعادل يستخدم عندما يكون فريقين أو أكثر متساويين في النقاط هي:
1. عدد نقاط التي تم الحصول عليها في المباريات بين الفرق المعنية؛
2. فارق أهداف في المباريات بين الفرق المعنية؛
3. أهداف مسجلة في المباريات بين الفرق المعنية؛
4. أهداف مسجلة خارج القواعد في المباريات بين الفرق المعنية؛
5. فارق الأهداف في جميع المباريات؛
6. أهداف مسجلة في جميع المباريات؛
7. سحب القرعة.

### المجموعة الأولى
| فريق           | نقاط | فرق | عليه | له | خ | ت | ف | لعب |
| -------------- | ---- | --- | ---- | -- | - | - | - | --- |
| إنيمبا         | 14   | 6+  | 5    | 11 | 0 | 2 | 4 | 6   |
| الهلال         | 8    | 1−  | 7    | 6  | 2 | 2 | 2 | 6   |
| كوتون سبورت    | 7    | 1−  | 8    | 7  | 3 | 1 | 2 | 6   |
| الرجاء الرياضي | 3    | 4−  | 5    | 1  | 3 | 3 | 0 | 6   |

| الرجاء الرياضي | 0 – 0 | كوتون سبورت |
| -------------- | ----- | ----------- |
|                | تقرير |             |

| إنيمبا                               | 2 – 2 | الهلال                  |
| ------------------------------------ | ----- | ----------------------- |
| فالنتين نوابيلي 49' · إوتشي كالو 60' | تقرير | إدوارد سادومبا 23'، 77' |

| الهلال                    | 0 – 1 | الرجاء الرياضي |
| ------------------------- | ----- | -------------- |
| إدوارد سادومبا 65' (ركل.) | تقرير |                |

| كوتون سبورت                                | 3 – 2 | إنيمبا                                  |
| ------------------------------------------ | ----- | --------------------------------------- |
| تشاردين ماديلا مفوتو 47' · سيدو إدريسا 64' | تقرير | أوتشي كالو 8'، 85' · تشيدوزي جونسون 40' |

| إنيمبا                             | 0 – 2 | الرجاء الرياضي |
| ---------------------------------- | ----- | -------------- |
| أوتشي كالو 9' · تشيدوزي جونسون 25' | تقرير |                |

| الهلال                                     | 1 – 2 | كوتون سبورت              |
| ------------------------------------------ | ----- | ------------------------ |
| هيثم مصطفى 28' (ركل.) · إيديت أوتوبونغ 82' | تقرير | تشاردين ماديلا مفوتو 10' |

| الرجاء الرياضي | 0 – 0 | إنيمبا |
| -------------- | ----- | ------ |
|                | تقرير |        |

| كوتون سبورت                       | 0 – 2 | الهلال |
| --------------------------------- | ----- | ------ |
| جاك هامان 28' · برايس زيمبوري 54' | تقرير |        |

| الهلال            | 2 – 1 | إنيمبا                                            |
| ----------------- | ----- | ------------------------------------------------- |
| إدوارد سادومبا 5' | تقرير | فالنتين نوابيلي 68' · سامويل تسوانيا 90+2' (ركل.) |

| كوتون سبورت            | 1 – 2 | الرجاء الرياضي      |
| ---------------------- | ----- | ------------------- |
| أوسمايلا بابا 49'، 69' | تقرير | عبد الصمد أوحقي 19' |

| الرجاء الرياضي | 0 – 0 | الهلال |
| -------------- | ----- | ------ |
|                | تقرير |        |

| إنيمبا                                        | 0 – 2 | كوتون سبورت |
| --------------------------------------------- | ----- | ----------- |
| إيفياني إيدي 45' (ركل.) · فالنتين نوابيلي 90' | تقرير |             |

### المجموعة الثانية
| فريق            | نقاط | فرق | عليه | له | خ | ت | ف | لعب |
| --------------- | ---- | --- | ---- | -- | - | - | - | --- |
| الترجي الرياضي  | 10   | 5+  | 4    | 9  | 0 | 4 | 2 | 6   |
| الوداد الرياضي  | 7    | 2+  | 9    | 11 | 1 | 4 | 1 | 6   |
| الأهلي          | 7    | 1+  | 6    | 7  | 1 | 4 | 1 | 6   |
| مولودية الجزائر | 5    | 8−  | 12   | 4  | 3 | 2 | 1 | 6   |

| مولودية الجزائر | 1 – 1 | الترجي الرياضي   |
| --------------- | ----- | ---------------- |
| محمد مغيربي 17' | تقرير | أسامة الدراجي 7' |

| الأهلي                                              | 3 – 3 | الوداد الرياضي                                    |
| --------------------------------------------------- | ----- | ------------------------------------------------- |
| عماد متعب 3' · وائل جمعة 23' · دومينيك دا سيلفا 75' | تقرير | شريف عبد الفضيل 2' (بالخطأ) · محسن ياجور 61'، 88' |

| الوداد الرياضي                                                                             | 0 – 4 | مولودية الجزائر |
| ------------------------------------------------------------------------------------------ | ----- | --------------- |
| فابريس أونداما 2' · أحمد أجدو 31' (ركل.) · أيوب الخاليقي 72' · جان لويس باسكال أنغان 90+3' | تقرير |                 |

| الترجي الرياضي  | 0 – 1 | الأهلي |
| --------------- | ----- | ------ |
| يانيك نجينغ 14' | تقرير |        |

| الأهلي            | 0 – 2 | مولودية الجزائر |
| ----------------- | ----- | --------------- |
| عماد متعب 9'، 32' | تقرير |                 |

| الوداد الرياضي                               | 2 – 2 | الترجي الرياضي                    |
| -------------------------------------------- | ----- | --------------------------------- |
| فابريس أونداما 65' · يوسف القديوي 78' (ركل.) | تقرير | وجدي بوعزي 22' · وليد الهيشري 37' |

| الترجي الرياضي | 0 – 0 | الوداد الرياضي |
| -------------- | ----- | -------------- |
|                | تقرير |                |

| مولودية الجزائر | 0 – 0 | الأهلي |
| --------------- | ----- | ------ |
|                 | تقرير |        |

| الترجي الرياضي                            | 0 – 4 | مولودية الجزائر |
| ----------------------------------------- | ----- | --------------- |
| مجدي تراوي 8' · يانيك نجينغ 19'، 43'، 54' | تقرير |                 |

| الوداد الرياضي        | 1 – 1 | الأهلي        |
| --------------------- | ----- | ------------- |
| عبد الرحيم بنكجان 47' | تقرير | محمد ناجي 37' |

| مولودية الجزائر                        | 1 – 3 | الوداد الرياضي       |
| -------------------------------------- | ----- | -------------------- |
| رضا بابوش 31'، 36' · هيرفيه أوسالي 61' | تقرير | أحمد أجدو 79' (ركل.) |

| الأهلي             | 1 – 1 | الترجي الرياضي  |
| ------------------ | ----- | --------------- |
| محمد أبو تريكة 55' | تقرير | بانانا يايا 17' |

## وصلات خارجية
- دوري أبطال أفريقيا